# Альтер-реал
Альтер-реал (англ. Alter Real) — порода лошадей, появившаяся в Португалии в 1748 году.
Порода была выведена на основе Луизитанских лошадей и входит в общую с ними породную группу.
Название состоит из двух слов, первое из которых «Alter» означает «верхний, высокий», второе «real» — переводится с португальского как «королевский». Также название Альтер носил город Альтер ду Чау, рядом с которым был основан первый конный завод этой породы.

## История породы
Работа над породой была начат в Португалии королевской семьей этой страны в 1748 году при короле Иоанне V.
Королевский род Браганса основал для этого специальный конезавод в Лиссабоне. Целью формирования породы было выведение специальных узнаваемых лошадей для королевской семьи.
Для работы над породой годом ранее из Испании привезли около трех сотен голов лошадей пород Андалузская и Луизитанская.
В течение XVIII века порода быстро набирала популярность благодаря тому, что эти лошади хорошо подходили для занятий выездкой. Также популяризации породы служила любовь к этим лошадям маркиза Мариалва, считавшегося на тот момент признанным мастером верховой езды.
В начале XIX века в период наполеоновских войн породный тип Альтер-реал был практически утерян из-за попыток приспособить лошадей этой породы для кавалерии. В ходе такой работы заводчики начали приливать к Альтер-реал крови арабской и английской верховых лошадей. Достичь желаемых результатов не удалось, но породный тип значительно размылся. К концу XIX века в целях восстановления фенотипа породы к имеющемуся поголовью снова была прилита кровь андалузских лошадей.
В начале XX века порода Альтер-реал снова едва не исчезла. Произошло это после португальской революции 1910 года, когда королевские конюшни семьи Браганса прекратили своё существование, а имевшееся поголовье племенных жеребцов было практически полностью кастрировано.
Сохранением породы занялся доктор Рюи Д’Андраде, который забрал себе двух жеребцов и нескольких кобыл, ранее живших на королевском конном заводе. Вплоть до 1942 года доктор Д’Андраде был единственным владельцем небольшого табуна этих лошадей. С 1942 года лошади были переданы им Министерству сельского хозяйства Португалии, которое решило продолжить разведение лошадей этой породы на ее исторической родине, в стенах того же конезавода, где некогда была создана эта порода.
На данный момент основное поголовье породы Альтер-реал разводится на Государственном племенном заводе Португалии в Лиссабоне.

## Описание
Лошади породы Альтер-реал имеют рост от 153 до 162 сантиметров.
Подавляющее большинство лошадей этой породы имеют гнедую масть, допустимо также появление лошадей рыжей и серой масти. При этом в размножение стараются не допускать жеребцов с такими окрасами, для кобыл они являются допустимыми в большей степени.
Лошадь производит впечатление гармоничной и сильной, имеет короткий корпус и квадратный формат тела.
Голова крупная, с выраженным рельефом. Профиль ровный, допускается лёгкая горбинка.
Шея сильная, с выраженным изгибом и мощной холкой.
Туловище короткое, грудь глубокая, спина прямая, круп очень сильно выражен.
Хвост посажен высоко, отличается высокой густотой волоса.
Ноги сильные, близко поставленные друг к другу, средней длины. Суставы слабо выражены. Пясть тонкая, отличается большой подвижностью.
Копыта небольшие и заострённые, с высоким, очень плотным рогом. На задних ногах хорошо выражен скакательный сустав и бедро, за счет чего центр тяжести лошади перенесен назад. Это даёт лошади повышенную устойчивость при работе на задних ногах, что и сделало её популярной для занятий выездкой.

## Характер
Лошади породы Альтер-реал отличаются гиперактивным и сложным в работе характером. Работа с этими лошадьми не рекомендована для начинающих конников.
При этом при правильно выстроенной работе хорошо обученный конь этой породы способен освоить множество команд и сложных элементов езды. Обладают высоким интеллектом и хорошей обучаемостью при условии заинтересованности в работе.
Обладают крепкой, устойчивой психикой и хорошим чувством ритма, что делает их подходящими для занятий сложной выездкой.

## Применение
Традиционно порода выводилась как универсальная, применимая как для верховой езды, так и для упряжной работы в каретах.
В настоящее время основной сферой применения лошадей данной породы являются конно-спортивные состязания и занятия выездкой.
В «Португальской школе верховой езды» (The Escola Portuguesa de Arte Equestre), которая является преемником традиций Королевской школы верховой езды, используются лошади только этой породы.
Лошади этой породы являются, в том числе, участниками Олимпийских игр. Так, на Олимпиаде в Пекине в 2008 году выступало трое португальских спортсменов на лошадях этой породы. Один из них, Даниель Пинто, годом ранее на жеребце Галопин де ла Фонт стал победителем Кубка мира в номинации «выездка».
Также эта порода часто используется в корриде.